# Florent Laville
Florent Laville (født 7. august 1973 i Valence, Frankrig) er en fransk tidligere fodboldspiller (forsvarer).
Laville spillede størstedelen af sin karriere i hjemlandet, hvor han hele 10 år var tilknyttet Olympique Lyon. Han vandt to franske mesterskaber med klubben, i henholdsvis 2002 og 2003, inden han havde et mindre succesfuldt ophold i den engelske Premier League hos Bolton Wanderers.
Laville nåede aldrig at spille en kamp for det franske A-landshold, men deltog med et særligt OL-landshold ved OL 1996 i Atlanta.

## Titler
Ligue 1
- 2002 og 2003 med Olympique Lyon

Coupe de la Ligue
- 2001 med Olympique Lyon

Trophée des Champions
- 2002 med Olympique Lyon

UEFA Intertoto Cup
- 1997 med Olympique Lyon